# Ton Smits

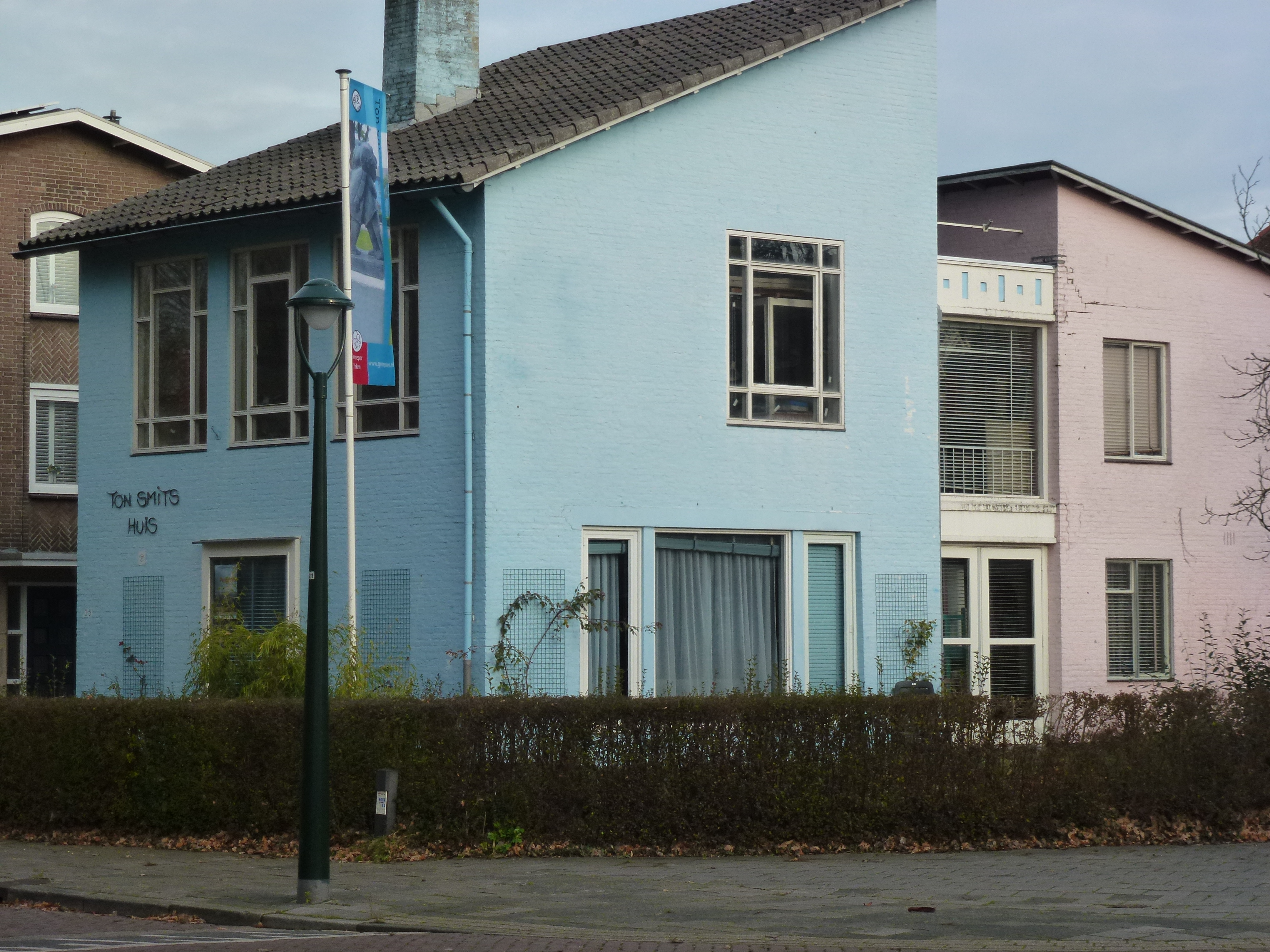
Het Ton Smitshuis in Eindhoven

Antonie Gerardus (Ton) Smits (Veghel, 18 februari 1921 – Eindhoven, 5 augustus 1981) was een Nederlands cartoonist en striptekenaar. Hij wordt wel gezien als de eerste Nederlandse cartoonist die internationale bekendheid verwierf.

## Biografie
In 1938 verhuisde hij vanuit zijn geboorteplaats Veghel naar Eindhoven. Van 1939 tot 1944 studeerde hij aan de Koninklijke School voor Nuttige en Beeldende Kunsten te 's-Hertogenbosch. 
In 1941 publiceerde hij zijn eerste cartoon in het tijdschrift 'De Humorist', toen nog onder het pseudoniem Tommy. Ook tekende hij spotprenten van nazikopstukken, die echter pas na de Tweede Wereldoorlog konden worden gepubliceerd in de vorm van prentbriefkaarten.
In de Helmondse Courant publiceerde hij sinds 1946 de strips Karel Kwiek, Daniel Daazer en Dolly en de juwelenroof.
In 1947 verhuisde Ton Smits naar Amsterdam. Hij tekende vele politieke prenten voor diverse Nederlandse dagbladen, zoals Het Vrije Volk en De Telegraaf. Nadat de dagbladen deze contracten abrupt hadden opgezegd, probeerde hij zijn tekeningen in de Verenigde Staten te verkopen, hetgeen aanvankelijk slechts moeizaam lukte.
Mede dankzij de hulp van een Amerikaans agentschap kreeg hij in 1954 een contract bij The New Yorker aangeboden. 
Na een kort bezoek aan Amerika in 1955-1956 brak hij door in dit land. Van zijn verdiende geld liet hij door de architect Fons Vermeulen van de Bossche School een atelierwoning bouwen te Eindhoven, waar hij in 1957, samen met zijn moeder, ging wonen. Hier zou hij ook de schilderkunst weer gaan beoefenen, een oude liefhebberij van de kunstenaar.
In 1964 won hij, met de cartoonstrip 'het kuikentje', de Trofeo Di Palma D’oro, wat de hoogst mogelijke onderscheiding is voor een cartoonist.
Niet lang daarna volgden een aantal tegenslagen elkaar op: achteruitgang van de tijdschriftenmarkt in de Verenigde Staten, de dood van zijn agent in Amerika, de dood van zijn moeder, en een zware operatie. Doch hij kwam erbovenop en vond zelfs eindelijk een geliefde, Lidwien Zoetmulder, met wie hij in 1971 trouwde.
Geleidelijk aan ging hij weer in Nederlandse bladen publiceren, terwijl hij van 1979 af aan zeer intensief met de schilderkunst bezig was. Hij maakte dromerige, maar vrolijke, schilderijen die tot de naïeve kunst kunnen worden gerekend. In 1981 vond te Eindhoven een grote overzichtstentoonstelling van zijn werk plaats. Enkele maanden later overleed hij aan keelkanker. In zijn testament nam hij op dat een deel van zijn collectie voor de gemeenschap bewaard zou blijven, voor welk doel de 'Stichting Ton Smits' werd opgericht.
Dankzij deze inspanningen werd het Ton Smits Huis in 1983 voor het publiek geopend. Het bevindt zich in de Genneper Parken te Eindhoven.
Er is een cartoonprijs naar Smits vernoemd, de Ton Smits-penning. Die wordt niet elk jaar uitgereikt.